# Onthophagus pilosus
Onthophagus pilosus là một loài bọ cánh cứng trong họ Bọ hung (Scarabaeidae).